# Георг Вилхелм фон Хопфгартен
Георг Вилхелм фон Хопфгартен (на немски: Georg Wilhelm von Hopffgarten; * 17 февруари 1740, Дрезден; † 8 март 1813, Фрайберг, Саксония) е от 1790 г. граф на Хопфгартен, канцлер и кабинет-министър на Курфюрство Саксония.

## Биография
Той е от тюрингския благороднически род фон Хопфгартен и е син на Фридрих Абрахам фон Хопфгартен (1702 – 1774), саксонски таен съветник и катедрален пропст на манастир Наумбург. Внук е на генерал-майор Георг Фридрих фон Хопфгартен.
Както баща му, Георг Вилхелм започва служба при Ветините и се издига в двора в Дрезден до канцлер и кабинет-министър при крал Фридрих Август Саксонски. Той също е капитулар на манастир в Майсен и собственик на множество рицарски имения.
Георг Вилхелм фон Хопфгартен е издигнат през 1790 г. на граф, като се пропуска титлата фрайхер.

## Фамилия
Георг Вилхелм фон Хопфгартен се жени на 15 октомври 1766 г. в Дрезден за Кристиана Фридерика Маршал фон Биберщайн (* 2 януари 1751, Кунерсдорф; † 7 октомври 1783, Дрезден). Те имат две или три дъщери:
- Фридерика Вилхелмина фон Хопфгартен (* 24 декември 1767, Дрезден; † 10 януари 1837, Дрезден), омъжена на 24 юли 1793 г. за граф Хайнрих Витцтум фон Екщедт (* 26 май 1770, Дрезден; † 11 октомври 1837, Дрезден)
- Каролина Амалия Августа фон Хопфгартен (* 1 септември 1770; † 26 ноември 1858), омъжена на 11 февруари 1790 г. в Дрезден за граф Фридрих Август Витцтум фон Екщедт (* 12 юни 1765, Дрезден; † 5 март 1803, Дрезден)
- Фридерика Луиза фон Хопфгартен (* 28 септември 1775, Дрезден; † 21 октомври 1831, Дрезден), омъжена на 4 ноември 1793 г. в Дрезден за Фридрих Карл Еренрайх фон Герсдорф (* 10 март 1768, Дрезден; † 17 януари 1816, Вайсенфелс)